# Conrad Wolfram
Conrad Wolfram (né le 10 juin 1970) est un technologue et homme d'affaires britannique connu pour son travail dans les technologies de l'information et leurs applications. En 2012, The Observer l'a placé au numéro 11 de sa liste des 50 nouveaux radicaux britanniques.

## Biographie
Le père de Conrad Wolfram, Hugo Wolfram, était fabricant de textiles et romancier (Into a Neutral Country) et sa mère Sybil Wolfram était professeur de philosophie à l'Université d'Oxford. Il est le frère cadet de Stephen Wolfram.
Né à Oxford, en Angleterre, en 1970, Wolfram a fait ses études à la Dragon School, au Eton College et au Pembroke College, à Cambridge, où il a obtenu une maîtrise en sciences naturelles et en mathématiques. Il a appris à programmer sur un BBC micro. Il est marié à Stella Hornby, consultante en ophtalmologie pour les soins primaires, et a une fille, Sophia Wolfram.

## Réforme de l'enseignement des mathématiques
Wolfram a été l'un des partisans des « mathématiques assistées par ordinateur ,», une réforme de l'enseignement des mathématiques, visant à « reconstruire le programme en supposant que les ordinateurs existent ,» et est le fondateur de www.computerbasedmath.org ,.
Selon lui, « il y a quelques cas où il est important de faire des calculs à la main, mais ce ne sont que de petites fractions de cas. Le reste du temps, vous devez supposer que les élèves doivent utiliser un ordinateur comme tout le monde dans le monde réel ». Il affirme que « les mathématiques scolaires sont très déconnectées des mathématiques utilisées pour résoudre des problèmes dans le monde réel ». Dans une interview accordée au Guardian, il a décrit le remplacement du calcul manuel par l'utilisation de l'ordinateur comme une « démocratisation de l'expertise ». D'après lui, « un bon guide sur la façon de faire et sur ce que vous devez faire avec un ordinateur dans la salle de classe est ce que vous en feriez à l'extérieur. Autant que possible, utilisez des outils du monde réel dans la salle de classe d'une manière ouverte et non pas des approches fermées réservées à l'éducation spéciale  ».
En 2009, il a parlé de la réforme de l'éducation lors de la conférence TEDx au Parlement européen, et de nouveau à la TED Global 2010 où il a soutenu que « les mathématiques devraient être plus pratiques et plus conceptuelles, mais moins mécaniques, » et que « le calcul est le mécanisme des mathématiques, un moyen pour arriver à ses fins. » 
En août 2012, il était membre du jury du Festival du code, point culminant du Young Rewired State 2012. Wolfram fait également partie du conseil consultatif de Flooved.

## Travail
Conrad Wolfram a fondé Wolfram Research Europe Ltd. en 1991 et en est toujours le PDG. En 1996, il est également devenu le directeur stratégique et international de Wolfram Research, Inc., ce qui le rend également responsable de Wolfram Research Asia Ltd et de communications telles que le site web wolfram.com.
Wolfram Research a été fondée par son frère Stephen Wolfram, le créateur du logiciel Mathematica et du moteur de connaissances Wolfram Alpha.
Conrad Wolfram a dirigé les efforts visant à faire passer l'utilisation de Mathematica du système de calcul pur au moteur de développement et de déploiement,, en lançant des technologies telles que la famille Mathematica Player et Web Mathematica et en poussant à une plus grande automatisation au sein du système.
Il a également dirigé les travaux sur la technologie de publication interactive dans le but de « créer de nouvelles applications aussi quotidiennes que de nouveaux documents » affirmant que « si une image vaut mille mots, un document interactif vaut mille images ». Ces technologies ont convergé pour former le format de document calculable qui, selon Wolfram, peut « transférer les connaissances d'une manière beaucoup plus large ».